# Gus Savage
Augustus Alexander Savage, detto Gus (Detroit, 30 ottobre 1925 – Olympia Fields, 31 ottobre 2015), è stato un politico statunitense, membro della Camera dei Rappresentanti per lo stato dell'Illinois dal 1981 al 1993.

## Biografia
Nativo di Detroit, Savage si trasferì nell'Illinois all'età di cinque anni. Studiò presso la Roosevelt University di Chicago e prestò servizio nell'esercito sul finire della seconda guerra mondiale. Lavorò successivamente come giornalista e editore, divenendo proprietario del Chicago Citizen Newspaper Group, un grosso gruppo editoriale della città. Savage si fece conoscere come attivista per i diritti civili ed utilizzò il suo potere professionale per condurre battaglie politiche, contribuendo per esempio all'elezione del primo sindaco nero di Chicago, Harold Washington. Uno dei suoi giornali fu il primo a pubblicare le foto del corpo mutilato di Emmett Till, un quattordicenne ucciso nel Mississippi per cause razziali.

### Carriera politica
Entrato in politica con il Partito Democratico, cercò per due volte l'elezione alla Camera dei Rappresentanti, venendo sconfitto nelle primarie in entrambi i casi. Nel 1980, candidatosi per la terza volta, venne finalmente eletto deputato, dopo aver sconfitto nelle primarie il candidato favorito dall'establishment politico.
Tra le sue iniziative si ricorda, nel 1983, la proposta di mettere sotto impeachment il Presidente Ronald Reagan a seguito dell'Operazione Urgent Fury con cui aveva improvvisamente ordinato l'invasione dell'isola di Grenada. Fu un accanito oppositore di Reagan, che paragonò ad un "Robin Hood al contrario, che ruba ai poveri per dare ai ricchi".

#### Controversie e sconfitta
Nel 1989, Savage fu accusato di aggressione sessuale da una donna che lavorava come volontaria per i Peace Corps in Zaire. Il deputato respinse ogni accusa, accusando la stampa di razzismo. La commissione Etica della Camera stabilì che l'evento si fosse realmente verificato e lo rimproverò ufficialmente, ma non intraprese un'azione disciplinare nei confronti di Savage poiché questi produsse una lettera di scuse.
Nel corso della sua carriera pubblica, Gus Savage fu spesso al centro di controversie e si attirò numerose critiche per essersi prodotto in svariate esternazioni razziste, inappropriate e antisemite. Molte volte rifiutò di rilasciare interviste ai giornalisti bianchi e adottò una comunicazione basata sulla demagogia. Soprannominò Ron Brown, allora presidente del Comitato Nazionale Democratico, "Ron Beige"; per tutta risposta, Brown affermò pubblicamente che Savage non avrebbe ottenuto finanziamenti dal partito. In tutte le primarie che affrontò durante la sua vita politica non superò mai il 52% delle preferenze, riuscendo a sopravvivere alle sfide interne solo perché le fazioni a lui opposte non si erano mai coalizzate su un unico candidato che lo contrastasse.
La situazione cambiò nel 1992, quando in seguito ad una ridefinizione dei distretti congressuali si trovò a concorrere in una circoscrizione differente; il suo sfidante nelle primarie fu Mel Reynolds, che aveva partecipato alle primarie contro Savage anche nel 1988 e nel 1990. Durante questi scontri, Savage aveva sostenuto che Reynolds avesse ricevuto oltre ventiseimila dollari di finanziamenti da "ebrei razzisti", mentre Reynolds aveva affermato di credere che Savage fosse coinvolto in una sparatoria che aveva subito come vittima pochi giorni prima delle elezioni. Savage sostenne che l'avversario avesse inscenato la sparatoria, ma al termine della campagna elettorale Reynolds lo sconfisse con un margine schiacciante. Commentando l'esito di quelle elezioni, Savage dichiarò: "Abbiamo perso contro la stampa razzista bianca e contro i razzisti reazionari ebrei bugiardi".

### Vita privata e morte
Savage fu sposato per trentaquattro anni con Eunice King, che era considerata la sua consigliera politica e che morì di tumore poco dopo la sua elezione al Congresso.
Gus Savage festeggiò il suo novantesimo compleanno il 30 ottobre del 2015 e morì il giorno dopo. Gli sopravvissero due figli, Thomas ed Emma.